# 瘤頭帕海膽
瘤頭帕海膽（學名：Tylocidaris）是一屬已滅絕的海膽，生存於白堊紀晚期至始新世，其化石在歐洲及北美都有發現，單獨的棘刺和體殼的碎片是很常見的白堊紀化石。牠們的體殼很小，外型為圓的且很扁平。巨大的間步帶的刺瘤上的十條柱上長有結實的棍棒狀棘刺用於防衛。中間的孔眼在其活著時容納顎活動部分。瘤頭帕海膽是雜食性動物，牠們生活在白堊紀海底的貝殼和海綿上。

## 外部連結
- Paleobiology Database （页面存档备份，存于）